# 24541 Hangzou
24541 Hangzou è un asteroide della fascia principale. Scoperto nel 2001, presenta un'orbita caratterizzata da un semiasse maggiore pari a 2,2397218 UA e da un'eccentricità di 0,1745683, inclinata di 5,80749° rispetto all'eclittica.